# Burao
Burao (auch Burco oder Bur'o geschrieben) ist eine Stadt im Norden Somalias mit etwa 750.000 Einwohnern. Sie ist Hauptstadt der Region Togdheer und Teil des international nicht anerkannten Somaliland.
Die Bevölkerungsmehrheit gehört dem somalischen Clan der Isaaq an.

## Geographie
Der zeitweise trockene Fluss Togdheer (Wabi Togdheer) verläuft durch die Stadt. Das Klima in Burao ist wie überall im nordsomalischen Binnenland das ganze Jahr über warm und trocken. Begrenzte Regenfälle gibt es im Dezember und Mai.

## Geschichte
Im Jahr 1988 bombardierte die somalische Regierungsarmee Burao, um die Rebellen der Somalischen Nationalen Bewegung (SNM) zurückzudrängen. 1991 fand in der Stadt eine Versammlung von Clan-Ältesten unter Federführung des SNM statt, auf der am 18. Mai die Unabhängigkeit Somalilands vom restlichen Somalia erklärt wurde. Seither wurde Burao, wie andere Städte der Region, wieder aufgebaut und ist durch Zuwanderer aus ländlichen Gegenden angewachsen.

## Wirtschaft und Infrastruktur
Burao verfügt über eine zuverlässige Versorgung mit Grundwasser und Elektrizität. Seit 2007 ist ein Marktkomplex eröffnet, der nach einjähriger Bauzeit fertiggestellt bis zu 2000 Händlern Platz bietet.
Neben zahlreichen Schulen wird seit 2004 in der University of Burao unterrichtet, 2010 eröffnete neben ihrem Hauptstandort in der Hauptstadt Hargeysa auch die private Gollis University einen Campus in Burao.
Eine Brücke über den Fluss verbindet die durch ihn geteilte Stadt. Außerdem gibt es ein Nahverkehrssystem mit Bussen und über den Flughafen Burao plant die Fluggesellschaft Daallo Airlines neben den Flügen nach Hargeysa und Berbera bald auch internationale Ziele wie vor allem Dubai anzubieten.

## Klimatabelle
|                        | Jan | Feb | Mär | Apr | Mai | Jun | Jul | Aug | Sep | Okt | Nov | Dez |   |      |
| Mittl. Temperatur (°C) | 19  | 21  | 22  | 24  | 25  | 25  | 24  | 25  | 25  | 23  | 21  | 20  | ⌀ | 22,8 |
| Mittl. Tagesmax. (°C)  | 26  | 28  | 29  | 30  | 31  | 31  | 30  | 30  | 31  | 30  | 28  | 27  | ⌀ | 29,3 |
| Mittl. Tagesmin. (°C)  | 12  | 13  | 15  | 18  | 19  | 19  | 19  | 19  | 20  | 16  | 14  | 13  | ⌀ | 16,4 |
|                        |     |     |     |     |     |     |     |     |     |     |     |     |   |      |
| Niederschlag (mm)      | 1   | 1   | 5   | 38  | 59  | 15  | 11  | 11  | 25  | 17  | 10  | 2   | Σ | 195  |

| 12 |

| 13 |

| 15 |

| 18 |

| 19 |

| 19 |

| 19 |

| 19 |

| 20 |

| 16 |

| 14 |

| 13 |

| 12 |

| 13 |

| 15 |

| 18 |

| 19 |

| 19 |

| 19 |

| 19 |

| 20 |

| 16 |

| 14 |

| 13 |

## Söhne und Töchter der Stadt
- Ahmed Mohammed Mahamoud Silanyo (1936–2024), Politiker
- Hadrawi (1943–2022), Dichter, Autor und Aktivist.
- Liban Abdi (* 1988), norwegischer Fußballspieler
- Magid Magid (* 1989), britischer Politiker, MdEP